# 程虞卿
程虞卿（1762年—1820年），字赵人，号禹山。安徽天长人。清朝詩人。
程煐的堂弟。十六能詩，好李賀詩。嘉慶四年（1799年）秋，程虞卿隨座師鐵保到盛京，程焕將《龍沙劍傳奇》抄録寄示程虞卿。嘉庆十二年中举人。嘉慶十七年（1812年），程煐卒於齊齊哈爾，臨終前將《龍沙劍傳奇》書稿及其他詩文稿托付好友劉鳳誥。嘉庆十八年（1813年）七月，刘凤诰遇赦，到北京，告訴程虞卿其兄程煐書稿丢失之事，程虞卿顿足痛呼。嘉庆十九年春天，程虞卿赴京参加会试，友人笪立樞贈予程煐遗稿《龍沙劍傳奇》。笪绳斋表示手稿是某官员所偷，並将此书稿贈予叶尔羌办事大臣铁保，最後又轉贈給他。著有《水西闲馆诗》。
- 《隋皇墓》

江山直是等闲情，莫以兴亡感慨生。
占得扬州一抔土，年年芳草自清明。